# MRT

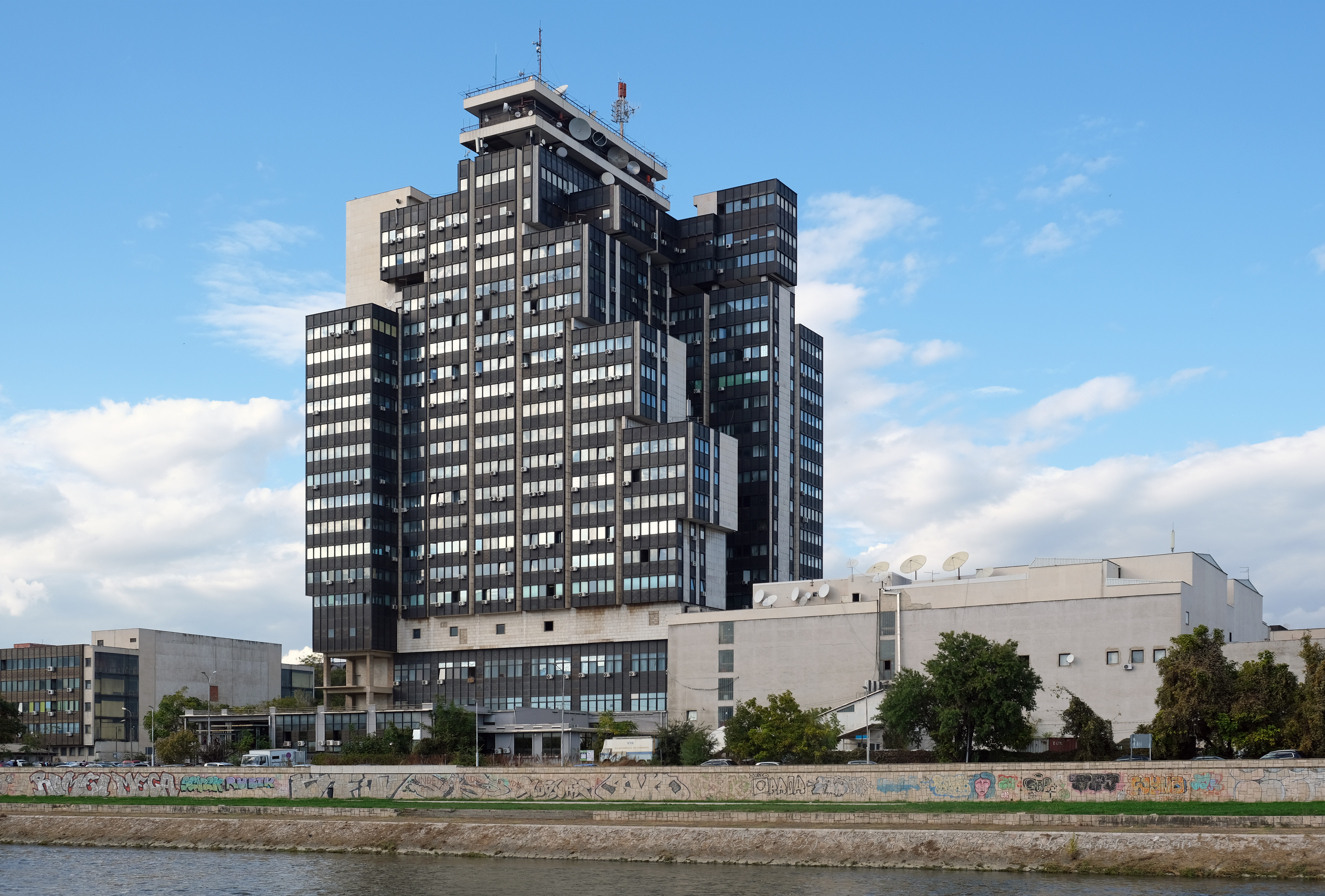
Siedziba MRT w Skopje

Macedońskie Radio i Telewizja, MRT, w EBU pod skrótem MKRTV (mac. Македонска Радио Телевизија, trl. Makedonska Radio Televizija) – macedoński publiczny nadawca radiowo-telewizyjny, członek Europejskiej Unii Nadawców.
W obecnej formie MRT powstało w 1993, jednak tradycje mediów publicznych sięgają w Macedonii Północnej roku 1944 (radio) i 1964 (telewizja). 
MRT Center, liczący 92 metry wysokości wieżowiec, stanowiący główną siedzibę firmy w Skopje był do 2015 roku najwyższym budynkiem w Macedonii Północnej.

## Radio
MRT dysponuje częstotliwościami pozwalającymi na naziemne nadawanie dwóch kanałów radiowych. Jedną z nich zajmuje całodobowy MR1. Druga jest dzielona między trzy stacje: M2 (6:00 – 22:00), MR3 (22:00 – 02:00) i Kanał 103 (02:00 – 06:00). Ponadto drogą satelitarną transmitowane jest Radio Macedonia, adresowane do publiczności zagranicznej oraz członków zamieszkujących Macedonię Północną mniejszości narodowych (część programu nadawana jest w ich języka).

## Telewizja

### Stacje Telewizyjne
- MRT 1 nadaje program ogólny.
- MRT 2 skupia się wokół społeczności albańskiej Macedonii Północnej.
- MRT 3 Transmisje sportowe i rozrywkowe.
- MRT 4 zajmuje się różnymi mniejszościami narodowymi w kraju, takimi jak społeczność turecka, serbska, romska, aromańska i bośniacka.
- MRT 5 jest skoncentrowany na dzieciach.
- MRT Sobraniski Kanal powstała w 1991 roku jako kanał eksperymentalny, ale obecnie transmituje wydarzenia z życia Zgromadzenia Republiki Macedonii Północnej.
- MRT Sat rozpoczęła działalność w 2000 r. i nadaje nieprzerwanie przez 24 godziny program, na który składają się wybrane programy z MRT, a także specjalne programy wyprodukowane dla kanału w ciągu 5 godzin.
- MRT 2 Sat został uruchomiony w 2012 roku i nadaje nieprzerwanie 24-godzinny program w języku albańskim.